# إغوانة نبوتية الذيل
إغوانة نبوتية الذيل (الاسم العلمي: Ctenosaura quinquecarinata) (بالإنجليزية: Club tail iguana)‏ هي نوع من الزواحف تتبع جنس الإغوانة شائكة الذيل من الفصيلة الإغوانية.